# Arista Records
Arista Records je americké hudební vydavatelství, vlastněná Sony Music Entertainment, založená v roce 1974 Clive Davisem. Mezi umělce, kteří spolupracovali s touto společností patří, mimo jiné, i Anderson Bruford Wakeman Howe, Dixie Dregs, Grateful Dead, Whitney Houston, Pierre Moerlen’s Gong, Carlos Santana, Pink, Ace of Base, Meat Loaf, Avril Lavigne, Iggy Pop, GTR, Gary Glitter, Dave Edmunds, Ian Dury a mnoho dalších.